# Louisa Janssen
Louisa Janssen (Venlo, 20 februari 1985) is een Nederlandse realityster en zangeres, voornamelijk bekend van de programma’s Echte Meisjes in de Jungle (Videoland), Good Luck Guys (Prime Video), en Michella & Louisa Werken Mee! (Videoland) en de realityserie-reeks van Louisa & Rowan (TLC).

## Biografie
Janssen wordt in 1985 als jongen met de naam Lowieke Janssen geboren. Ze komt in 2003 voor het eerst op televisie in een auditie voor Idols, maar valt daar af in de auditierondes. In Man bijt hond vertelt Janssen in 2006 over hoe ze zich geen jongen voelt. Thuis bij haar ouders op het woonwagenkamp wordt Janssen niet geaccepteerd vanwege haar identiteit en ze leeft een tijd op straat. In 2010 doet Janssen opnieuw mee aan een talentenjacht in My Name Is als haar idool Cher en komt hier wel door de auditierondes heen, maar valt af voor de finale. In 2011 ondergaat ze een geslachtsoperatie. Janssen brengt in 2015 een eigen single uit Leef je eigen leven waarin ze zingt over dingen die zijn gebeurd, zowel voor als na haar transitie. In samenwerking met Ferdi Bolland werd in 2019 de opvolger Born to be me uitgebracht.
Janssen heeft sinds 2000 een relatie met Rowan van de Bovenkamp, toen nog onder de naam Rosanna. In 2015 trouwde het stel en in 2017 kregen ze samen via ivf en een zaaddonor een zoon, Mikai. TLC volgt het stel sinds 2014 in de realityseries Onze Transgender Liefde en Onze Transgender Bruiloft.
In januari 2023 was Janssen te zien in het Videoland-programma Echte meisjes in de jungle. Tijdens de opnames belandde Jansen met mededeelneemster Esmee Ipema in een verhitte discussie die uiteindelijk eindigde in een vechtpartij. Louisa moest door het geweld het programma verlaten, Ipema moest op haar beurt door haar opgelopen geblesseerde arm ook het programma verlaten. Echter Janssen kreeg wel positieve reacties op haar dynamiek met mededeelneemster Michella Kox, als reactie hierop kregen de twee een eigen televisieprogramma onder de naam Michella & Louisa werken mee. In januari 2024 is Janssen wederom te zien in het programma Echte meisjes in de jungle, ze kreeg samen met Esmee Ipema een tweede kans.

## Televisie
- Idols (2003, RTL 4), deelnemer
- Man bijt Hond (2006 en 2010, NCRV)
- My Name Is (2010, RTL 4), deelnemer
- Lust, liefde of laten lopen (2013, RTL 5), deelnemer
- Onze Transgender Liefde (2014-2020, TLC), realityserie
- De slechtste chauffeur van Nederland (2019, RTL 5), deelnemer
- Louisa & Rowan: Eerste Hulp Bij Poetsen (2020-2021 TLC), realityserie
- De Alleskunner VIPS (2022, SBS6), deelnemer
- Louisa & Rowan: Op z'n Gooisch (2022, TLC), realityserie
- Echte meisjes in de jungle (2023, 2024, Videoland), deelnemer[9]
- The Passion 2023 (2023), Barabbas
- De Kluis (2023), vormde een team met Michella Kox en Diva Brons[10]
- Beste Kijkers (2023-2024, RTL 4), samen met Michella Kox in het onderdeel Waar kijken ze naar?
- Secret Duets (2023, RTL 4), secret singer
- Michella & Louisa werken mee (2023, Videoland), samen met Michella Kox[6]
- Louisa & Rowan: Op de camping (2023, TLC), realityserie
- Serious Christmas (2023, PowNed), deelnemer
- Louisa & Rowan: De Italiaanse Bruiloft (2024, TLC), realityserie
- Good Luck Guys (2024, Prime Video), deelnemer
- Eating With My Ex: Going Dutch (2024, HBO Max), deelnemer samen met Michella Kox[11]
- De Alleskunner VIPS Kerstspecial  (2024, SBS6), deelnemer

## Discografie
- 2015: Leef je eigen leven/This is me
- 2016: Voel me heet
- 2016: Ik doe wat ik doe
- 2016: Fiesta
- 2016: De grootste lellebel
- 2017: Recht op geluk
- 2019: Born to be me
- 2019: Toverbal
- 2020: Soppen
- 2020: Soppen de Remix ft. Dwaynster[12]
- 2021: Laat ze maar praten
- 2022: Ben een transgender
- 2022: Trilbillen ft. Antonio Holsken
- 2022: 'T Gooi
- 2022: Born to be me ft. Elof de Neve (Remix)
- 2022: Ik wil je
- 2022: Jij alleen
- 2023: Karma
- 2023: Diva
- 2023: Karma (Dwaynster Remix)
- 2023: Karma Chameleon
- 2023: Vuile Rat
- 2023: Ik moet je laten gaan
- 2023: Bonjour Madame
- 2023: Creep
- 2023: Karma Chameleon Ft. FEEST DJ MAARTEN (Hardstyle Remix)
- 2023: Leen ft. SP Jongeren
- 2023: Egels Even Tot Hier

## Prijzen
Op 1 december 2023 won Janssen een Dutch Reality Award in de categorie Reality Queen. Tevens won Janssen, als onderdeel van de Echte meisjes, diezelfde avond de Dutch Reality Award in de categorie Beste reality programma met het programma Echte meisjes in de jungle.